# Rezolucija Vijeća sigurnosti UN-a 1142
Rezolucijom Vijeća sigurnosti UN-a 1142, jednoglasno usvojenom 4. prosinca 1997., nakon pozivanja na rezolucije 1105 (1997) i 1110 (1997), Vijeće je produžilo mandat Snagama za preventivno raspoređivanje Ujedinjenih naroda (UNPREDEP) u Makedoniji do 31. kolovoza 1998.
U rezoluciji se ističe da je misija UNPREDEP odigrala važnu ulogu u održavanju mira i stabilnosti u Makedoniji, ali je zabrinuta zbog situacije u Albaniji, kao što je izraženo u rezolucijama 1101 (1997.) i 1114 (1997.). Osim toga, i Makedonija i Srbija i Crna Gora pozvane su na provedbu sporazuma o utvrđivanju zajedničke granice. Pozdravio je postupno smanjenje i restrukturiranje snaga UNPREDEP-a. Glavni tajnik Kofi Annan izvijestio je o pozitivnim pomacima poput stabilizacije situacije u Albaniji, ali da mir i stabilnost u Makedoniji ovise i o razvoju događaja u drugim dijelovima regije.
Vijeće sigurnosti produžilo je mandat UNPREDEP-a do 31. kolovoza 1998. s očekivanim povlačenjem vojne komponente nakon toga. Konačno, Kofi Annan je dobio naredbu da do 1. lipnja 1998. izvijesti o modalitetima okončanja UNPREDEP-a, povlačenju njegove vojne komponente i budućoj međunarodnoj prisutnosti u Makedoniji.

## Vanjske poveznice
| Wikizvor | Engleski Wikizvor ima izvorni tekst na temu: United Nations Security Council Resolution 1142 |

- Text of the Resolution at undocs.org